# Stenoloba jankowskii
Stenoloba jankowskii là một loài bướm đêm trong họ Noctuidae.